# 中国驻圭亚那大使馆
中华人民共和国驻圭亚那合作共和国大使馆（英語：Embassy of the People's Republic of China in the Co-operative Republic of Guyana），简称中国驻圭亚那大使馆，是中华人民共和国驻圭亚那的外交代表机构。

## 机构设置
中国驻圭亚那大使馆设置下列机构：
- 政治处
- 经商处
- 办公室